# 40e sessie van de Commissie voor het Werelderfgoed

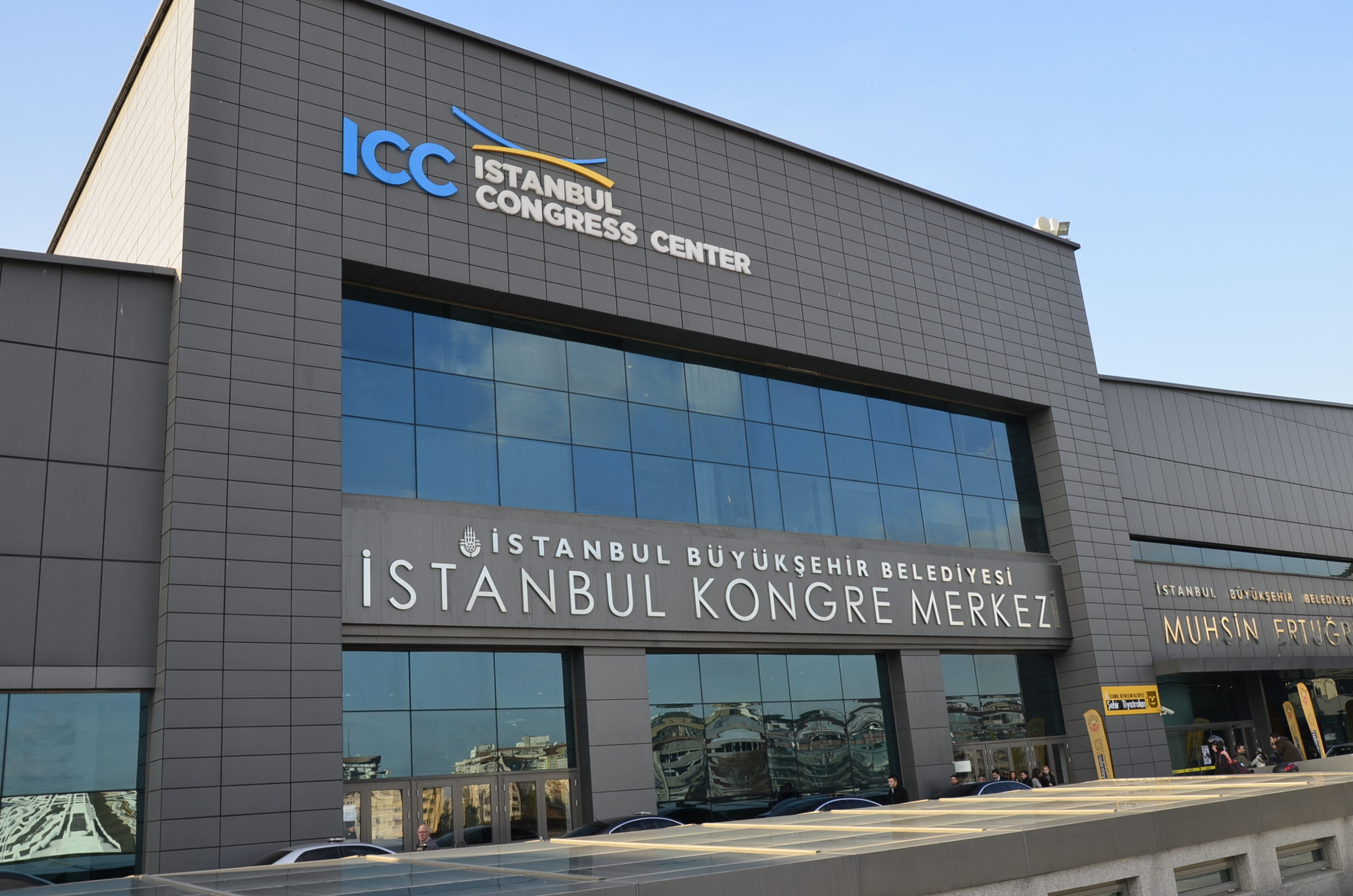
Het congrescentrum van Istanboel waar de commissie heeft gewerkt

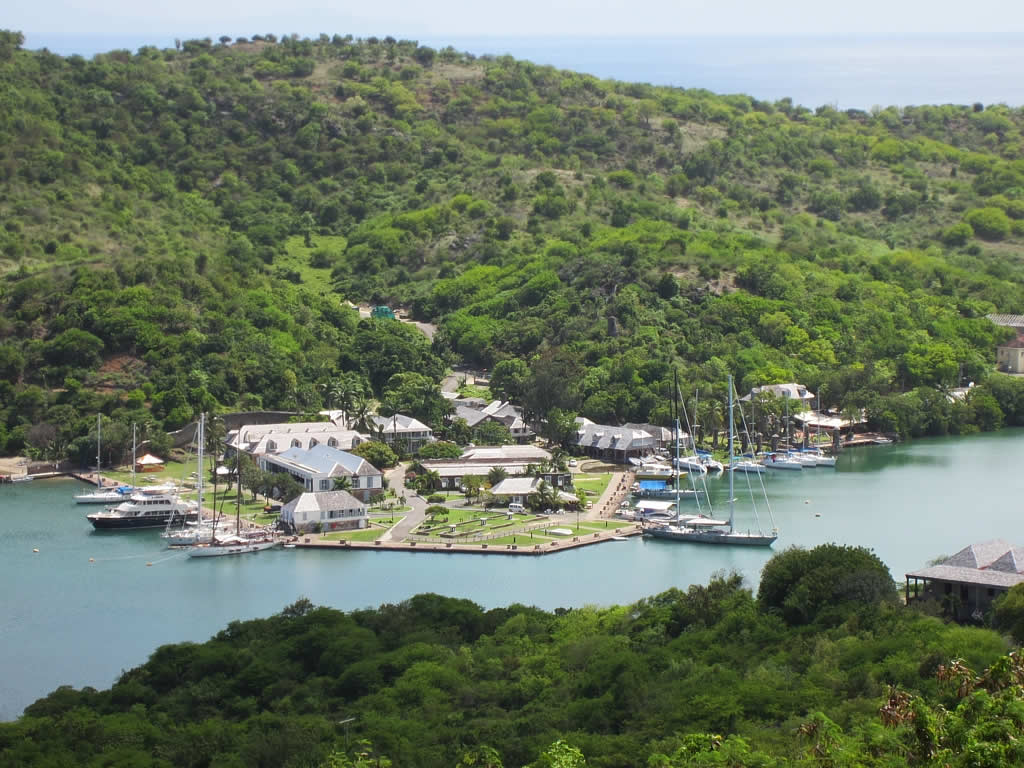
Scheepswerf van Antigua en verwante archeologische sites

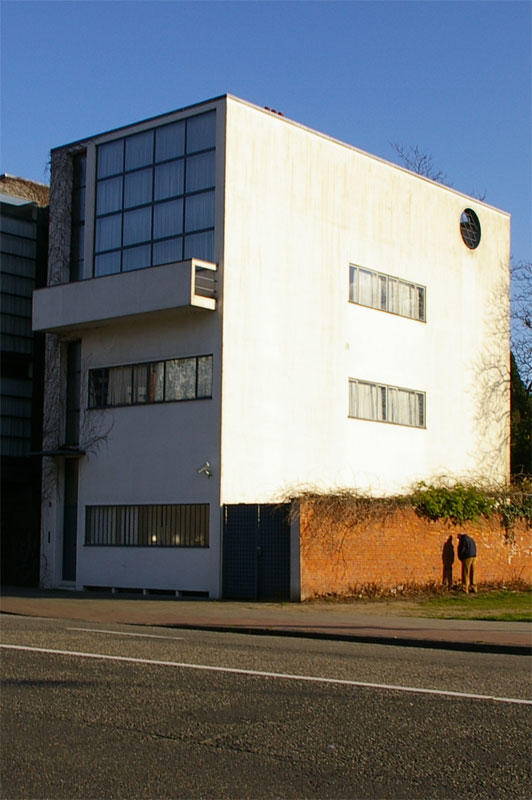
Maison Guiette in België, onderdeel van het architecturaal werk van Le Corbusier

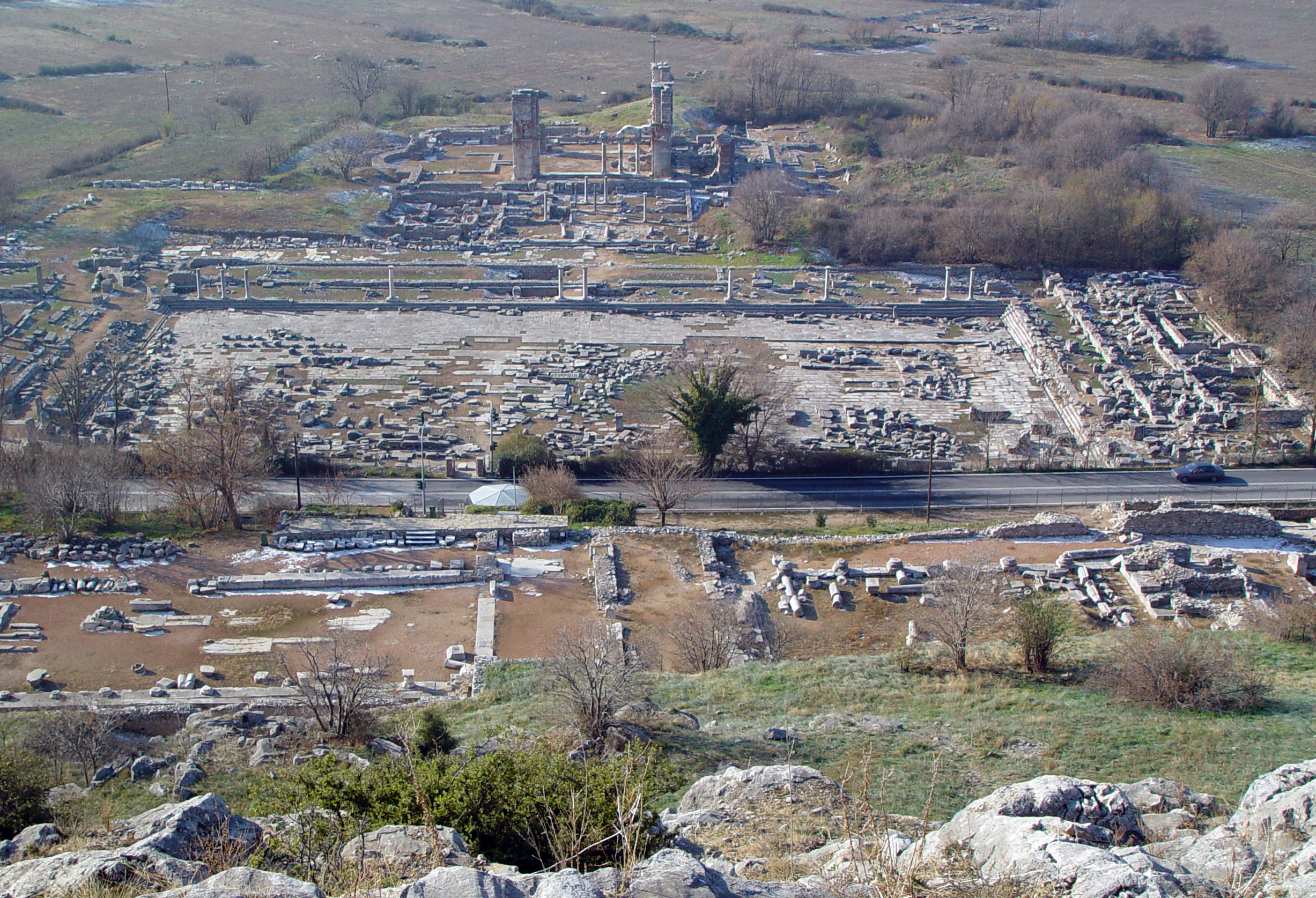
Archeologische site van Philippi

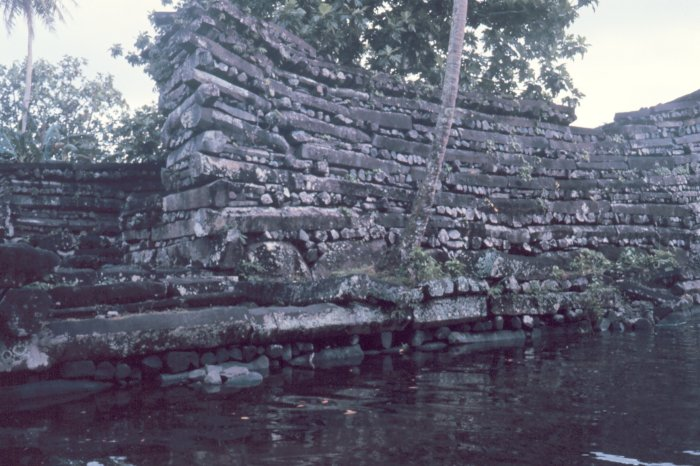
Nan Madol

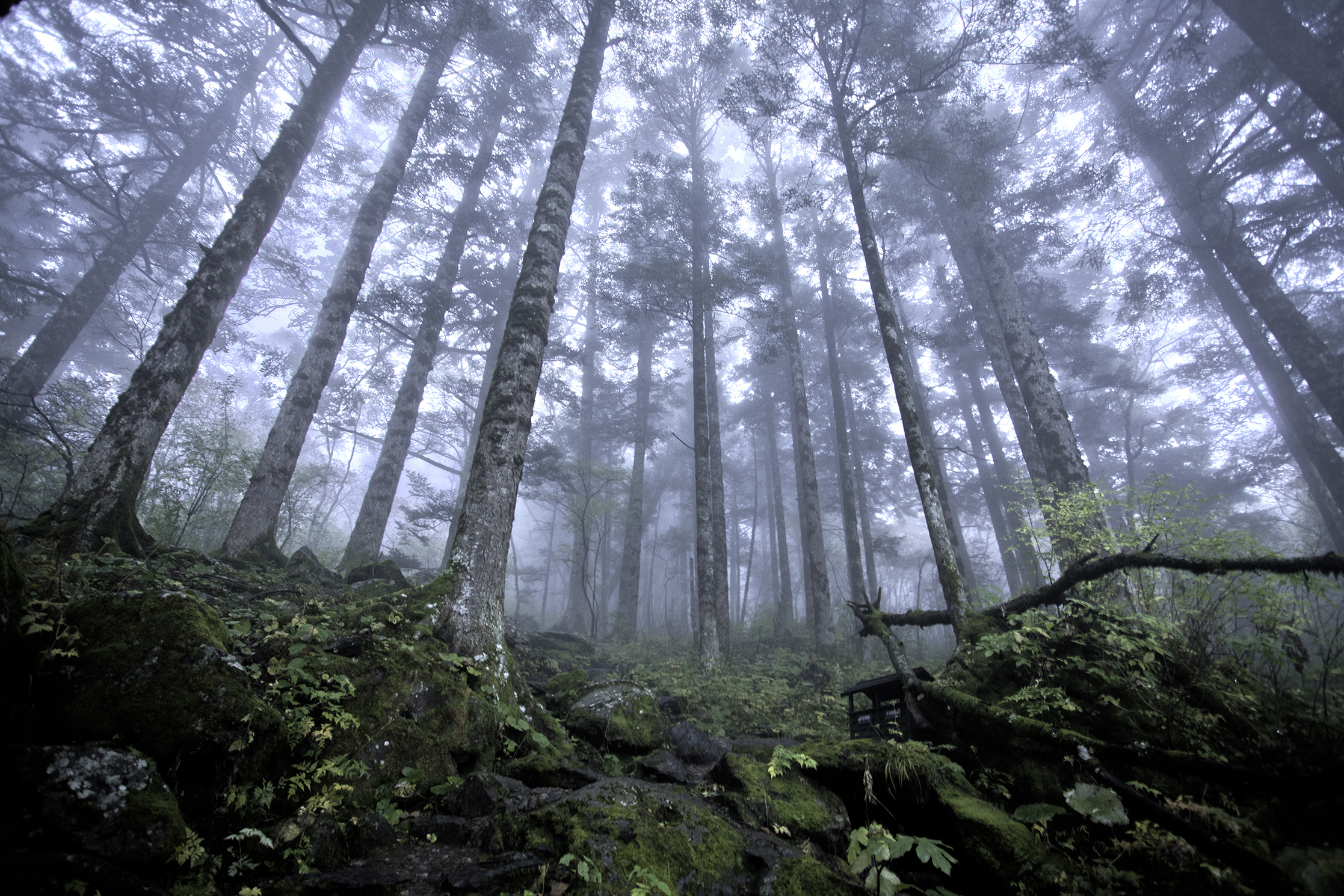
Hubei Shennongjia

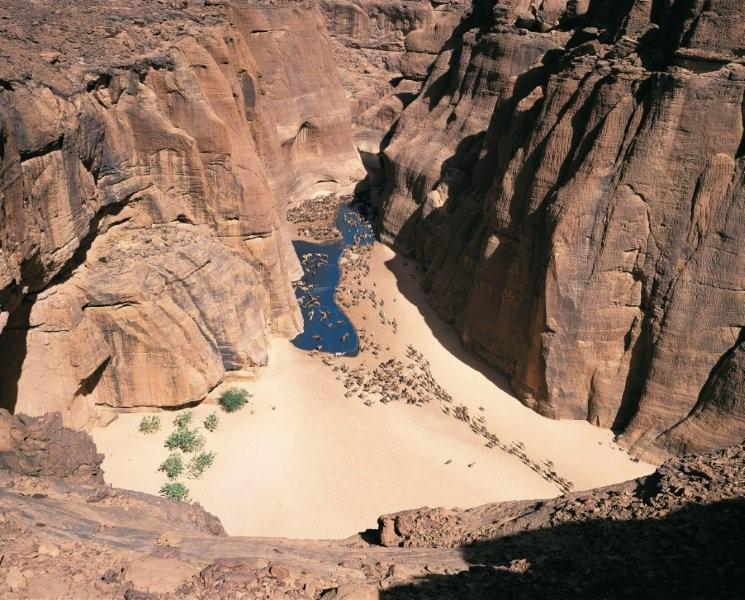
Ennedimassief

De 40e sessie van de Commissie voor het Werelderfgoed vond plaats van 10 tot en met 20 juli 2016 in het Turkse Istanboel. De commissie oordeelde over nieuwe projecten, en enkele aanpassingen of uitbreidingen die door landen werden ingediend. Deze voorstellen werden voorafgaand aan de sessie door werkgroepen van de commissie geëvalueerd op de volledigheid van het dossier. Maar ook de situatie van het erfgoed dat voorkomt op de lijst van het bedreigd werelderfgoed, en de eventuele aanvullingen die hier noodzakelijk zijn, werden besproken. Vóór de start van de sessie bestond de werelderfgoedlijst uit 1031 erfgoedlocaties: 197 natuurerfgoedlocaties, 802 culturele erfgoedlocaties en 32 gemengde locaties.
Bij de nominaties voor nieuwe erfgoedsites behoorden in de categorie van de natuurerfgoedlocaties onder meer de Dasht-e Lutwoestijn in Iran (evenwel met voorstel tot uitstel), het Nationaal park Kaeng Krachan in Thailand en de Mexicaanse Revillagigedo-eilanden. In de categorie van de culturele erfgoedlocaties was er een gemeenschappelijk voorstel van inschrijving van Argentinië, België, Frankrijk, Duitsland, India, Japan en Zwitserland om het architecturaal patrimonium van Le Corbusier te beschermen, naast de site van Philippi in Griekenland, en die van Nan Madol in Micronesia.

## Nieuw in 2016
In totaal zijn er na deze sessie 21 nieuwe erfgoedsites aan de Werelderfgoedlijst toegevoegd: twaalf cultuurerfgoederen, zes natuurerfgoederen en drie gemengde erfgoederen. Van Antigua en Barbuda en Micronesia werd dit jaar de eerste erfgoedsite op de lijst ingeschreven. Met de nieuwe inschrijvingen is China het tweede land met 50 werelderfgoederen. Het Verenigd Koninkrijk heeft er 30 en Japan, Iran en Brazilië hebben er nu elk 20.
Met de nieuwe toevoegingen en uitbreidingen bestaat de werelderfgoedlijst uit 1052 erfgoederen, waarvan 814 culturele, 203 natuurlijke en 35 gemengde.

### Cultuurerfgoed
- Antigua en Barbuda - Scheepswerf van Antigua en verwante archeologische sites[2]
- Argentinië, België, Duitsland, Frankrijk, India, Japan, Zwitserland - Het architecturaal werk van Le Corbusier, een buitengewone bijdrage aan de Moderne Beweging[2]
- Bosnië en Herzegovina, Kroatië, Montenegro, Servië - Kerkhoven met middeleeuwse stećci-grafstenen[3]
- Brazilië - Modern ensemble van Pampulha[2]
- China - Cultuurlandschap met rotstekeningen van Zuojiang Huashan[4]
- Griekenland - Archeologische site van Philippi[3]
- India - Archeologische site Nalanda Mahavihara (universiteit van Nalanda) in Nalanda, Bihar[4]
- Iran - Het Perzisch qanat[4]
- Micronesia - Nan Madol: ceremonieel centrum van Oost-Micronesia[4]
- Spanje - Dolmens van Antequera[3]
- Turkije - Archeologische site van Ani[3]
- Verenigd Koninkrijk - Grottencomplex van Gorham[3]

### Natuurerfgoed
- Canada - Mistaken Point[5]
- China - Hubei Shennongjia[5]
- Iran - Dasht-e Lut[5]
- Kazachstan, Kirgizië en Oezbekistan - Westelijke Tiensjan[5]
- Mexico - Revillagigedo-archipel[5]
- Soedan - Nationaal zeereservaat Sanganeb en Nationaal zeereservaat Dungonab-baai en Mukkawar-eiland[5]

### Gemengd erfgoed
- India - Nationaal park Khangchendzonga[2]
- Irak - De ahwar van Zuid-Irak: plaats van biodiversiteit en het relictenlandschap van de Mesopotamische steden[5]
- Tsjaad - Ennedimassief: natuur- en cultuurlandschap[5]

## Wijzigingen in 2016

### Naamsveranderingen
- Filipijnen - De Engelse benaming van het erfgoed "Historic Town of Vigan" wordt "Historic City of Vigan" (Nederlands: Historische stad Vigan).[6]
- Frankrijk - "Climats, terroirs of Burgundy" wordt "The  Climats, terroirs  of  Burgundy" in het Engels en "Les Climats du vignoble de Bourgogne" in het Frans (Nederlands: "De climats, terroirs van de Bourgogne").[6]
- Frankrijk - De Franse benaming voor het erfgoed "Heuvels, huizen en wijnkelders van de Champagnestreek" wordt "Coteaux, Maisons et Caves de Champagne".[6]
- Peru - De Engelse en Franse benamingen voor het erfgoed "Lines and Geoglyphs of Nasca and Pampas de Jumana" worden respectievelijk "Lines and Geoglyphs of Nasca and Palpa" en "Lignes et Géoglyphes au Nasca et Palpa" (Nederlands: "Lijnen en geogliefen van Nasca en Palpa").[6]
- Portugal - De Engelse en Franse benamingen voor het erfgoed "Historisch centrum van Porto" worden respectievelijk "Historic Centre of Oporto, Luiz I Bridge and Monastery of Serra Pilar" en "Centre historique de Porto, Pont Luiz I et Monastère de Serra Pilar" (Nederlands: "Historisch centrum van Porto, Luis I-brug en Serra do Pilar-klooster").[6]

### Verwijderd van de Lijst van bedreigd werelderfgoed
- Georgië - Historische monumenten van Mtskheta[7]

### Toegevoegd aan de Lijst van bedreigd werelderfgoed
- Libië - Archeologisch Leptis Magna[8]
- Libië - Archeologisch Sabratha[8]
- Libië - Archeologisch Cyrene[8]
- Libië - Rotstekeningen van Tadrart Acacus[8]
- Libië - Oude stad Ghadames[8]
- Mali - Oude steden van Djenné[9]
- Micronesia - Nan Madol: ceremonieel centrum van Oost-Micronesia[4]
- Oezbekistan - Historisch centrum van Sachrisabz[10]

1977 · 
1978 · 
1979 · 
1980 · 
1981 · 
1982 · 
1983 · 
1984 · 
1985 · 
1986 · 
1987 · 
1988 · 
1989 · 
1990 · 
1991 · 
1992 · 
1993 · 
1994 · 
1995 · 
1996 · 
1997 · 
1998 · 
1999 · 
2000 · 
2001 · 
2002 · 
2003 · 
2004 · 
2005 · 
2006 · 
2007 · 
2008 · 
2009 · 
2010 · 
2011 · 
2012 · 
2013 · 
2014 · 
2015 · 
2016 · 
2017 · 
2018 · 
2019 · 
2020-2021 ·
2022-2023 ·
2024 ·
2025